# Leucania amota
Leucania amota är en fjärilsart som beskrevs av Embrik Strand. Leucania amota ingår i släktet Leucania och familjen nattflyn. Inga underarter finns listade i Catalogue of Life.